# Čajkov
Čajkov (hongrois : Csejkő) est un village de Slovaquie situé dans la région de Nitra.

## Histoire
Première mention écrite du village en 1276.

## Démographie

### Évolution de la population
| Année:               | 1994. | 2004.   | 2014.   | 2024.   |
| -------------------- | ----- | ------- | ------- | ------- |
| Nombre de personnes: | 1081  | 1034    | 978     | 930     |
| Différence:          |       | -4,34 % | -5,41 % | -4,90 % |

| Année:               | 2023. | 2024.   |
| -------------------- | ----- | ------- |
| Nombre de personnes: | 933   | 930     |
| Différence:          |       | -0,32 % |